# فیلیپ ریشار
فیلیپ ریشار (فرانسوی: Philippe Richard‎؛ ‏ ۲۴ ژوئن ۱۸۹۱ – ۲۴ دسامبر ۱۹۷۳) بازیگر اهل فرانسه بود.
از فیلم‌هایی که وی در آن نقش داشته‌است، می‌توان به آتول کا، زیبایی‌های شب، پی‌پی لو موکو، کنت دو مونت-کریستو و تونل اشاره کرد.